# Бронтман, Лазарь Константинович

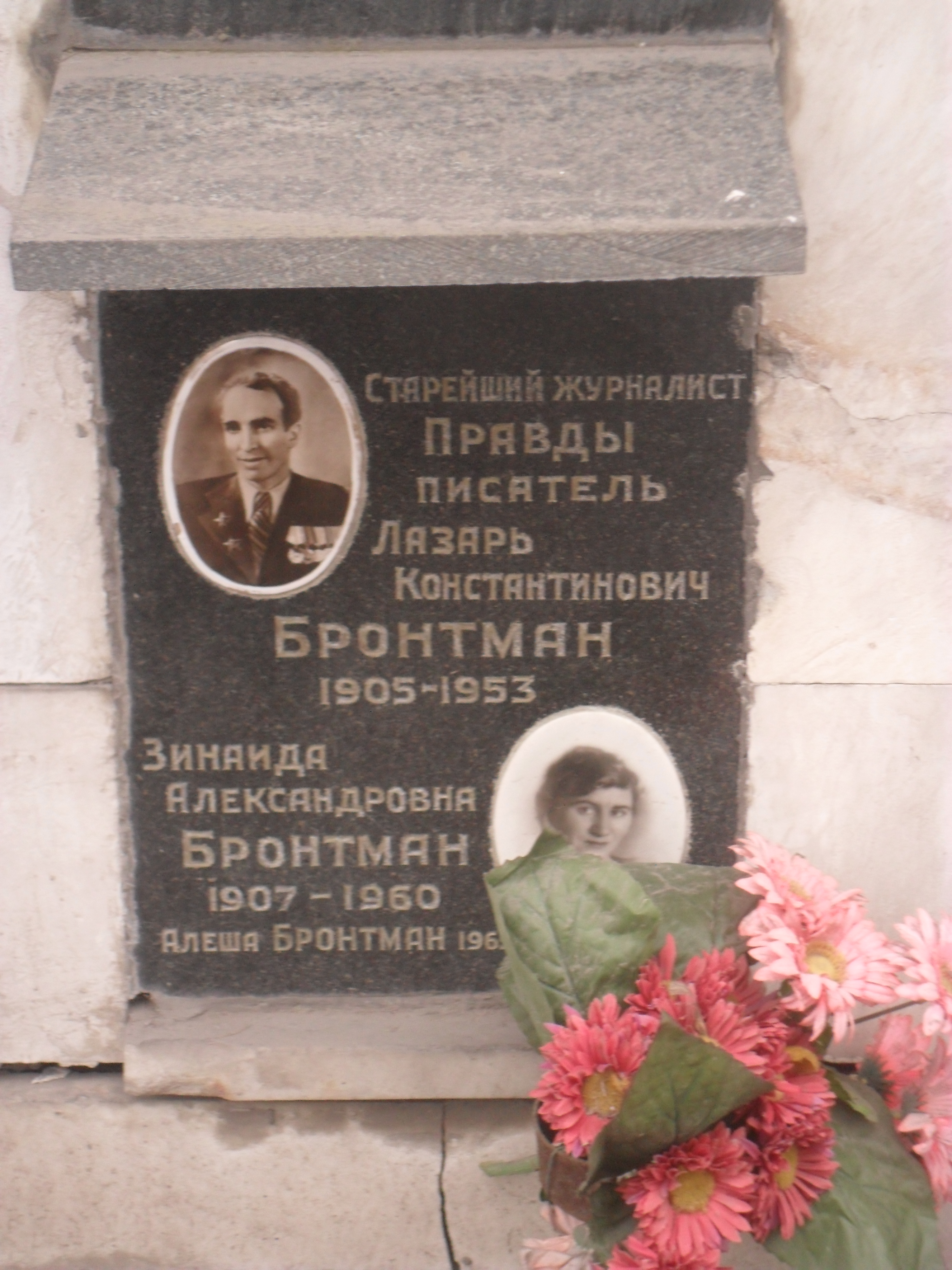
Могила Бронтмана на Новодевичьем кладбище Москвы.

Ла́зарь Константи́нович Бро́нтман (псевдоним — Лев Огнев; 26 октября 1905, Курган, Тобольская губерния — 4 декабря 1953, Москва) — советский журналист.

## Биография
Лазарь Бронтман родился 26 октября 1905 года в деревне Мало-Чаусова Мало-Чаусовской (бывш. Смолинской) волости Курганского уезда Тобольской губернии, 12 февраля 1944 года Малочаусовский сельсовет включён в черту города Кургана Курганской области.
С 1924 года, более 25 лет работал в газете «Правда».
Лазаря Бронтмана современники называли «королём московских журналистов» — и за ироничным звучанием этого неофициального титула скрывалось весьма много настоящего. Приехав в Москву и поступив в Московское высшее техническое училище, он постепенно начал увлекаться журналистикой. Скоро энергичный репортёр стал публиковаться в центральных газетах, а в 1926 получил удостоверение корреспондента газеты «Правда», подписанное секретарем редакции М. Ульяновой. И потом Бронтман четверть века жил и работал в самой что ни на есть гуще событий, бесперебойно поставляя советскому читателю передовицы, очерки, репортажи — всего за годы работы Бронтман написал более 900 (!) передовиц. Во время «бума рекордов» 30-х годов Бронтман по долгу службы и, как можно понять из его дневников, из-за собственной любознательной натуры, побывал везде — освещал строительство первых линий метро, участвовал в знаменитом автопробеге Москва—Каракумы—Москва, был в экспедиции под руководством Ушакова в Арктике, искавшей земли Джиллиса и Санникова, потом вместе с коллегами Э. Виленским и М. Трояновским стал первым журналистом в мире, побывавшим на Северном Полюсе, дрейфовал на одной льдине с И. Д. Папаниным (а до того принимал участие в спасении седовцев); тесно дружил с лётчиками-испытателями ЦАГИ, с В. К. Коккинаки, М. В. Водопьяновым, В. П. Чкаловым, Г. Ф. Байдуковым, освещал стратосферную эпопею, был в дружеских отношениях с авиаконструкторами С. В. Ильюшиным, А. С. Яковлевым и С. А. Лавочкиным.
Его известность и профессионализм позволили ему войти в «Кремлёвский пул» — решением правительственной комиссии Бронтман в составе узкой группы корреспондентов центральных газет был допущен в ближайшее окружение И.В. Сталина на всех официальных мероприятиях. Сталин знал и читал статьи Бронтмана.

### Великая Отечественная война
Перед войной Бронтман был назначен начальником информационного отдела «Правды», а с началом войны почти сразу стал зам. зав. военным отделом.
С 1941 года — член ВКП(б), в 1952 году партия переименована в КПСС.
С весны 1943 г. начинаются его регулярные, частые и продолжительные поездки на фронт. С тех пор он циркулирует между фронтом и редакцией, записывая все происходящее в дневники. Приказом ВС 1-го Украинского фронта № 132/н от 22.09.1944 зам. начальника военного отдела и спец. корреспондент газеты «Правда» Бронтман /Огнев/ награжден орденом Красного Знамени за освещение действий войск по форсированию Днепра и освобождению Киева.
В конце войны, по настоянию главного редактора «Правды» П. Н. Поспелова, ориентировавшегося на усиливающийся в верхах антисемитизм, Бронтман стал писать под псевдонимом Л. Огнев. Судьба самого Бронтмана на фронте была вполне счастливой — он ни разу не был ранен, хотя неоднократно бывал и под бомбежкой, и под обстрелом. Был награждён несколькими медалями и орденами. Журналистская карьера также была очень удачной — Бронтман неоднократно брал интервью у министров, маршалов, членов правительства — Л. М. Кагановича и А. И. Микояна.

### После войны
Однако самый тяжёлый удар ждал его впереди. В 1949 г. Бронтман, как и другие его коллеги, был неожиданно осуждён за «грубые политические ошибки», а именно — за дружбу с космополитами, прежде всего со знаменитыми врачами и академиками. Он лишился работы в «Правде» и почти всякой возможности публиковаться. С трудом Бронтман смог устроиться редактором в журнал «Знамя» к своему приятелю Вадиму Кожевникову, с которым до этого работал в «Правде». Но и в «Знамени» печататься ему уже не удавалось. От этих потрясений Бронтман тяжело заболел. Его друзья лётчики Громов, Коккинаки, Водопьянов и Иван Дмитриевич Папанин самоотверженно помогали ему, устраивали в лучшие больницы и санатории, оказывали материальную помощь семье. Но болезнь уже не отступила.

### Смерть
Лазарь Константинович Бронтман скончался 4 декабря 1953 года в г. Москве в возрасте 48 лет. Под некрологом поставили подписи А. Сурков, Б. Полевой, В. Кожевников, Б. Горбатов, С. Маршак, В. Коккинаки, Г. Байдуков, И. Папанин, М. Водопьянов, И. Мазурук, Г. Ушаков и др. Похоронен в Москве на Новодевичьем кладбище.

## Награды
- орден Красного Знамени (22.09.1944[4])
- орден Трудового Красного Знамени
- 2 ордена Красной Звезды (21.06.1937; 23.09.1945)
- медаль «За победу над Германией в Великой Отечественной войне 1941—1945 гг.»
- юбилейная медаль «30 лет Советской Армии и Флота»

## Семья
- Жена Зинаида Александровна (1907—1960)
- Сын Ростислав (11 ноября 1930—2014), волейболист.
- Сын Валерий

## Память
В 2004 г. были оцифрованы и опубликованы в интернете дневники Л. К. Бронтмана, которые велись с 1932 по 1947 год. Масса интереснейших малоизвестных деталей об известных событиях тех лет, описания встреч со знаменитыми людьми, в том числе Сталиным, Калининым, Молотовым, Головановым, Василием Сталиным, Чкаловым, Громовым, Папаниным и многими другими. Даже в дневниковых записях «для себя» чувствуется рука профессионала, умеющего излагать свою мысль кратко, ясно и ярко, есть много личных наблюдений, которые не предполагалось печатать где-либо. Материал оказался столь интересен и свеж, что быстро разошёлся по сотням различных сайтов и статей. В 2007 г. издательством «Центрополиграф» отдельной книгой были изданы дневники военных лет. В работе над изданием дневников и книги деятельное участие принимал д. и. н. В. А. Невежин и старший сын Лазаря Бронтмана — Ростислав (род. 1930), в прошлом известный волейболист, выступавший с 1950 по 1962 год за московский «Спартак».

## Изданные книги
- Бронтман, Л. Борьба за кадры. — М.: Госиздат РСФСР «Московский рабочий», 1930. — 64 с. — 30 000 экз.[5]
- Бронтман, Л. К., Вейтков Ф. Л. От станка во втуз. — М.: изд-во МОСПС, 7-я тип. Иосполиграфа «Искра революции», 1930. — 64 с. — 3000 экз.[6]
- Бронтман, Л. К. От школы II ступени до вуза / под ред. А. И. Абиндера. — М.—Л.: Гос. изд-во, 5-я тип. Транспечати НКПС в Мск., 1930. — 64 с. — 10 000 экз.[7]
- Л. Бронтман и Эль-Регистан. На земле племени иомудов. — М.: изд. и тип. Журн.-газ. объединения, 1934. — 48 с. — 50 000 экз.[8]
- Бронтман, Л., Хват Л. Героический перелет «Родины». — М.: Гос. издат полит. лит-ры. Ф-ка книги «Красный пролетарий», 1938. — 80 с. — 100 000 экз.[9]
- Бронтман, Л. К. На вершине мира. — М.: Гослитиздат. Тип. «Искра революции», 1938. — 232 с. — 50 000 экз.[10]
- Бронтман, Л. К. На вершине мира. — М.—Л.: Детиздат. Ф-ка детской книги Детиздата в Мск., 1938. — 256 с. — 25 300 экз.[11]
- Бронтман, Л. К. Владимир Коккинаки. — М.: Воениздат, 1939. — 46 с.[12][13]
- Бронтман, Л. К. Через океан — в Америку. — М.: Воениздат, 1939. — 80 с.[14]
- Бронтман, Л. К. Информация в газете. Стенограмма лекции, прочит. в Высш. парт. школе при ЦК ВКП(б). — М.: тип. Высш. парт. школы при ЦК ВКП(б), 1948. — 28 с. — 35 000 экз.[15]
- Бронтман, Л. К. Военный дневник корреспондента «Правды». — М.: Центрполиграф, 2007. — 496 с. — (На линии фронта. Правда о войне). — 5000 экз. — ISBN 978-5-9524-3239-0.